# 潭山水库
潭山水库是中国河南省驻马店市西平县境内的一座水库，位于吉斗河上，建于1958年。水库正常库容为600万立方米，集雨面积为18平方千米，海拔为106.7米。